# Redona
Redona is een plaats (frazione) in de Italiaanse gemeente Bergamo.